# ノロドム・シハモニ
ノロドム・シハモニ（クメール語: នរោត្ដម សីហមុនី, ラテン文字転写: Norodom Sihamoni, 1953年5月14日 - ）は、カンボジアの国王（在位：2004年10月29日 - ）。

## 経歴

プノンペンにおけるノロドム・シハモニの巨大な写真（2016年）

1953年5月14日にプノンペンにて国王ノロドム・シハヌークと6番目の妃であるノロドム・モニニヤット・シハヌークの間に生まれた。名前は両親の名前からとられたものである。誕生した5月14日はちょうど父王シハヌークが訪問先の日本（日本にとっては終戦後初のアジアの君主の皇居への来訪）から還御した日であったため、｢トキオ｣（トウキョウ）という愛称が付けられた。シハモニは母を通じて、フランス人とイタリア人の血も引いている。シハヌークの息子たちの中では最も父親の愛情を受けて育ったといわれる。
1960年代から1970年代にかけてプラハでクラシック・ダンスを学んだのち、北朝鮮に渡り映画撮影技術を学んだ。ポル・ポト政権時代にはクメール・ルージュの打った父親名の偽電報によってカンボジアに帰国させられ、両親とともにプノンペンの王宮に幽閉された。1978年、ポル・ポト政権崩壊直前に両親とともに脱出に成功、1981年にはフランスに渡り、バレエを教えた。その後カンボジアの内政不安定により、フランスに20年間留まることになる。1993年からはパリでユネスコの大使を務めた。なお、シハモニは独身であり子供は居ない。
2004年10月7日に父王が退位を表明。14日、新たに制定された王室関連法によりフン・セン首相、ノロドム・ラナリット下院議長、チア・シム上院議長、上院副議長、下院副議長、高僧2人の9人のメンバーからなる王室評議会でノロドム・シハモニが指名され、そのメンバーであるフン・センおよびラナリットが国会でその旨を演説表明した。ノロドム・シハモニはこの時、シハヌークの退位を思いとどまらせるために、シハヌークの滞在先の中華人民共和国北京にいたが、同年10月20日には即位に臨むためシハヌークと共に北京から帰国した。29日には8万人ともいわれる市民が集まり、その即位式が行われた。
2010年5月16日に国賓として訪日。17日午前には、宮殿東庭で行われた歓迎行事で陸上自衛隊・儀仗隊の栄誉礼を受けた。同夜には、皇居宮殿「豊明殿」で天皇明仁主催の宮中晩餐会が催された。同19日、離日。
2015年9月3日の中国人民抗日戦争・世界反ファシズム戦争勝利70周年記念式典に親臨し、天安門広場を行進するカンボジア軍を閲兵した。

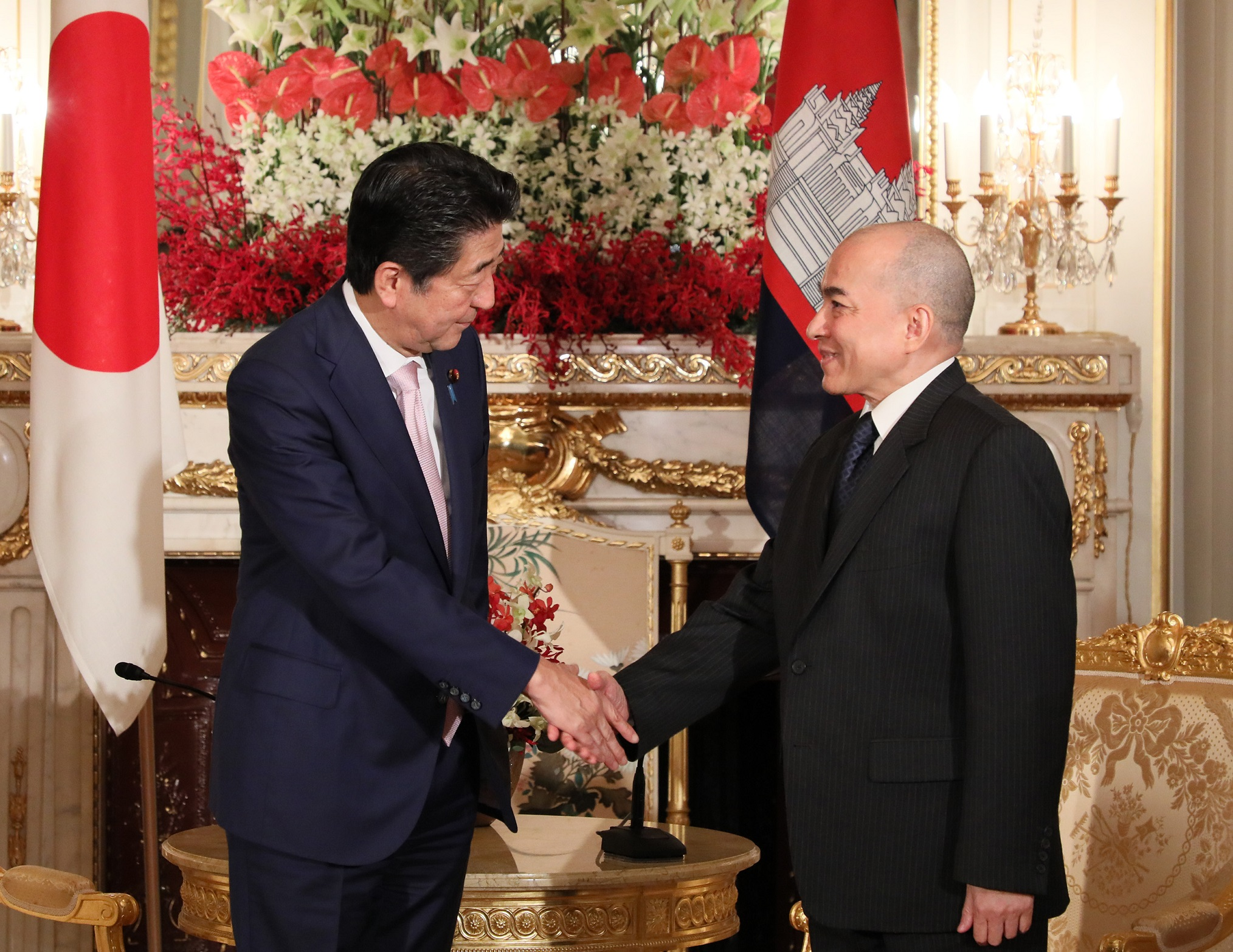
迎賓館赤坂離宮で安倍晋三と共に（2019年10月22日）

2019年10月22日の即位礼正殿の儀に参列し、同日中に迎賓館赤坂離宮で安倍晋三内閣総理大臣を引見した。

### フィルモグラフィー
王子時代のシハモニは1960年代および1990年代に映画に出演している。これは精力的な映画制作者でもあった、彼の父親の監督した作品である。また、ドキュメンタリー映画の主題となったこともある。
| 英語版タイトル                                  | 他国語タイトル                   | 年代 | 配役            | 備考                                                                                           | Ref.  |
| ----------------------------------------------- | -------------------------------- | ---- | --------------- | ---------------------------------------------------------------------------------------------- | ----- |
| The Curious History Of Cambodia's Beloved Kings | N/A                              | 2021 | 主題            | Real Royalty（Little Dot Studios）の制作したドキュメンタリーシリーズ「Asia's Monarchies」の1本 | [ 4 ] |
| My Village at Sunset                            | Mon village au coucher du soleil | 1992 | セイハ役 (主演) | サンクトペテルブルク映画祭特別賞受賞。ノロドム・シハヌーク監督作品。                           | [ 5 ] |
| The Little Prince                               | Prachea Komar                    | 1967 | 王子役 (主演)   | 1968年プノンペン国際映画祭ゴールデン・アプサラス賞受賞。ノロドム・シハヌーク監督作品。         | [ 6 ] |
| The Other Little Prince                         | Jiný malý princ                  | 1967 | 主題            | チェコのドキュメンタリー映画。ウラジーミル・シス監督作品。                                     | [ 7 ] |